# Merrillite-(Y)
La merrillite-(Y) è un minerale non approvato dall'IMA nel 1977.